# Knešpolje
Knešpolje är en ort i Bosnien och Hercegovina.   Den ligger i entiteten Federationen Bosnien och Hercegovina, i den södra delen av landet, 80 km sydväst om huvudstaden Sarajevo. Knešpolje ligger 259 meter över havet och antalet invånare är 1 378.
Terrängen runt Knešpolje är kuperad åt nordväst, men åt sydost är den platt. Knešpolje ligger nere i en dal.Runt Knešpolje är det ganska tätbefolkat, med 93 invånare per kvadratkilometer.. Närmaste större samhälle är Mostar, 13,9 km öster om Knešpolje. 
Omgivningarna runt Knešpolje är en mosaik av jordbruksmark och naturlig växtlighet.